# Karing
Karing is een bestuurslaag in het regentschap Dairi van de provincie Noord-Sumatra, Indonesië. Karing telt 3535 inwoners (volkstelling 2010).